# 鄭沅 (光緒進士)
鄭沅（？—1943年），字叔進，號習叟，室名獨笑齋，湖南長沙人。清末翰林。

## 生平
鄭沅出身書香門第，曾祖鄭敦允為嘉慶十九年進士，官至湖北襄陽知府。鄭沅於光緒二十年考中甲午恩科一甲第三名進士（探花），授翰林院編修，官至侍讀。後隱居上海，鬻書為生。

## 艺术成就
工書法、金石，尤精碑帖鑒賞考釋。